# Cultura de Wessex

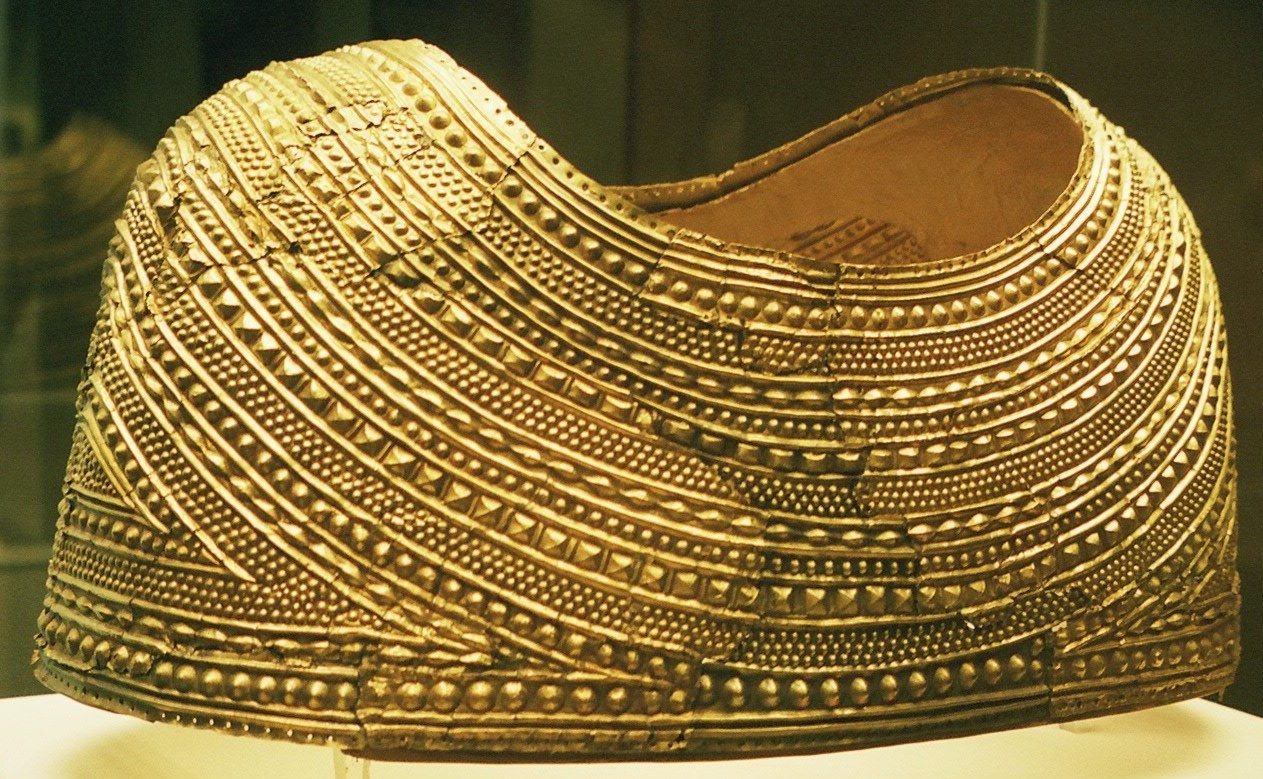
Capa de oro de Mold, Edad del Bronce, pieza expuesta en el Museo Británico de Londres.

La cultura de Wessex fue la cultura prehistórica predominante en el centro y sur de de la isla de Gran Bretaña durante la Edad del Bronce temprana, que se desarrolló cronológicamente entre el 1800 y el 1300 a. C. Fue definida originalmente por el arqueólogo británico Stuart Piggott en 1938 y se denomina así porque su ámbito coincide en general con el antiguo reino de Wessex, los actuales condados de Wiltshire, Dorset, Hampshire y Berkshire.

## Antecedentes y cronología
Los orígenes de este grupo cultural hay que buscarlos en el Neolítico, cuando en esta misma región se construyeron grandes monumentos funerarios diferenciados en dos fases:
- Inicial, entre el 4000 y el 3000 a. C. con túmulos sepulcrales alargados de hasta 70 m de longitud, asociados por grupos a una serie de zanjas concéntricas de gran tamaño denominadas enclosures.
- Final, entre el 3000 y el 2000 a. C. aproximadamente, cuando fueron sustituidos estos últimos por los henges, círculos de piedras delimitados por un terraplén y una zanja exteriores, cuyos exponentes más famosos son Stonehenge y Avebury.[3]

Durante el Bronce antiguo se han señalado dos periodos:
- Wessex antiguo, desde el 1800 al 1600 a. C.
- Wessex reciente, hasta el 1300 a. C.[2]

## Características
Su seña de identidad más clara son las necrópolis formadas por grandes túmulos donde enterraban a las élites guerreras acompañadas de importantes ajuares formados por puñales y hachas de bronce, mazas de piedra pulimentada y adornos de ámbar y oro, como las lúnulas irlandesas. Hasta 1550 a. C. las tumbas son de inhumación y a partir de entonces aparecen también las de incineración. Los asentamientos son poco conocidos: debían consistir en granjas dispersas dedicadas al cultivo de cereales y a la ganadería mayor. Existían minas de estaño en Cornualles, metal que formaba parte de una floreciente red comercial que incluía Europa central, Irlanda y otras regiones atlánticas. Los posibles contactos con el Mediterráneo debieron ser indirectos, a través de los grupos centroeuropeos. Stonehenge adquirió durante esta fase buena parte de las principales características que han llegado hasta nosotros: una avenida de acceso y el doble círculo pétreo.